# Akusmatisk musik
Akusmatisk musik bruges især om konkret musik og elektronisk musik, der opføres i en koncertsal via højttalere.
Dette begreb har rod i den konkrete musik, Pierre Schaeffer, lancerede i 1966 begrebet akusmatisk musik om musik, hvor man ikke ser lydkilden. Schaeffer henviser til en myte om Pythagoras, der skulle holde forelæsninger bag et forhæng for ikke at distraherer tilhørerne. Han havde ideen fra den franske forfatter Jérôme Peignot, der allerede i 1955 talte om "bruit acousmatique" i et radioforedrag.

## Ekstern henvisning
- Det spekulative øre: Noter til begrebet "akusmatisk musik" Arkiveret 19. juli 2011 hos  Wayback Machine